# Pilsen
Pilsen (Tsjechisch: Plzeň uitspraakⓘ) is een stad in het westen van Tsjechië. Het is de hoofdstad van de gelijknamige regio. Met 181.240 inwoners (gemeten 1 januari 2023) is het de vierde stad van het land, na Praag, Brno en Ostrava. De stad is bekend geworden als bakermat en naamgever van de pils.

## Geografie
Pilsen ligt in het westen van Tsjechië, ongeveer 70 kilometer van de grens met Duitsland, en 90 kilometer ten westen van de Tsjechische hoofdstad Praag.
Pilsen ligt aan de samenvloeiing van de rivieren Radbuza, Mže, Úhlava en Úslava, die verdergaan als de rivier Berounka. Pilsen is de hoofdstad van de regio Pilsen (Tsjechisch: Plzeňský kraj) en van de drie districten Plzeň-jih (Pilsen-zuid), Plzeň-město (Pilsen-stad) en Plzeň-sever (Pilsen-noord). De binnenstad ligt op ongeveer 310 meter hoogte; het hoogste punt in de stad ligt op 452 meter. De bodem bestaat voornamelijk uit arkose.

### Stadsindeling

Stadsdistricten van Pilsen.

De stad Pilsen bestaat uit 10 stadsdistricten, die samen weer bestaan uit 31 stadsdelen. Hieronder staat een lijst van de stadsdistricten (vetgedrukt) met daarachter de tot dat district behorende stadsdelen.
- Pilsen 1 – Lochotín: Bolevec en Severní Předměstí
- Pilsen 2 – Slovany: Božkov, Černice, Doudlevce, Hradiště, Koterov, Lobzy en Východní Předměstí
- Pilsen 3 – Bory: Doudlevce, Jižní Předměstí, Litice, Nová Hospoda, Radobyčice, Skvrňany, Valcha, Vnitřní Město en Východní Předměstí
- Pilsen 4 – Doubravka: Bukovec, Červený Hrádek, Doubravka, Lobzy, Újezd en Východní Předměstí
- Pilsen 5 – Křimice: Křimice
- Pilsen 6 – Litice: Litice
- Pilsen 7 – Radčice: Radčice
- Pilsen 8 – Černice: Černice
- Pilsen 9 – Malesice: Dolní Vlkýš en Malesice
- Pilsen 10 – Lhota: Lhota

## Geschiedenis

### Stichting
In het jaar 1295 besloot Wenceslaus II tot de bouw van Pilsen. Als locatie koos hij de samenkomst van de vier rivieren Radbuza, Mže, Úhlava en Úslava. Dit was ongeveer 10 kilometer ten noordwesten van de oorspronkelijke nederzetting Plzeň, waar nu de stad Starý Plzenec (Oud-Pilsen) ligt. Nieuw-Pilsen (Nová Plzeň) werd de naam van de nieuwe stad, die ontworpen werd door de koninklijke architect Jindřich. Het werd een stad uitgestrekt over 20 hectare met een rechthoekig ontwerp van 15 straten en een marktplein. Dit hoofdplein, het Náměstí Republiky, is met een grootte van 193 bij 139 meter een van de grootste van Europa en ook de breedte van de straten was naar middeleeuwse maatstaven ongewoon groot.

### Hussieten
Hoewel Pilsen de jongste koninklijke stad van West-Bohemen was, ontwikkelde het zich zeer snel. Al gauw werd het een belangrijk handelscentrum op de routes van Praag naar Eger, Regensburg en Neurenberg. In de 14e eeuw werd Pilsen de derde stad van Bohemen, na Praag en Kutná Hora. De eerste melding van een brouwerij dateert van het jaar 1307 en de eerste Latijnse school van 1328. Tot in de 16e eeuw was rundvee het belangrijkste exportproduct van de stad. In heel Bohemen en zelfs tot in Slowakije werden de dieren opgekocht en vooral naar Beieren uitgevoerd.

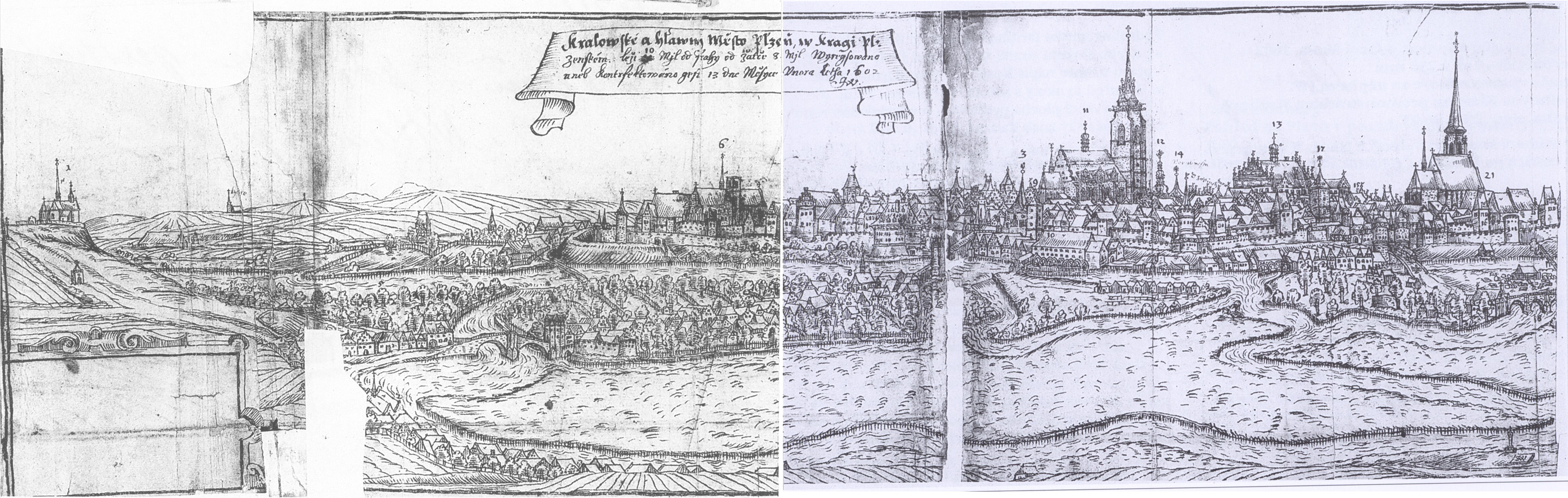
Tekening van de stad uit 1602

In het jaar 1417 werd er een staatsgreep gepleegd in Pilsen en de aanhangers van de Hussieten kwamen aan de macht. In 1419 verlieten de radicale Hussieten Praag en kwamen naar Pilsen. Zo werd de stad het centrum van de chiliastische Hussieten, onder hen de belangrijke generaal Jan Žižka. Al snel werd het aantal aanhangers van de Hussieten in Pilsen echter kleiner, waarna het radicale deel van hen de stad in 1420 verliet. Pilsen wisselde vervolgens snel van zijde en werd het centrum van het katholieke verzet tegen de Hussieten. Zij probeerden op hun beurt in de daarop volgende jaren de stad vijfmaal opnieuw in te nemen (in 1421, 1422, 1423, 1427 en 1433-1434), maar al deze pogingen bleken tevergeefs. De laatste poging, van juli 1433 tot mei 1434, was de hevigste. In januari 1434 lukte het de inwoners van Pilsen bij een tegenaanval om een kameel als krijgsbuit te bemachtigen, die sinds ongeveer 1560 op het stadswapen staat. Begin mei 1434 gaven de Hussieten de strijd op en trokken ze zich terug.

### Renaissance
In het jaar 1468 was Pilsen de eerste stad in Bohemen waar de techniek van de boekdrukkunst werd gebruikt. Het boek "Trojánská kronika" (Trojaanse Kroniek) werd er gedrukt, waarvan twee exemplaren bewaard zijn gebleven, één ervan ligt in de Tsjechische nationale bibliotheek en het andere in het nationaal museum in Praag.

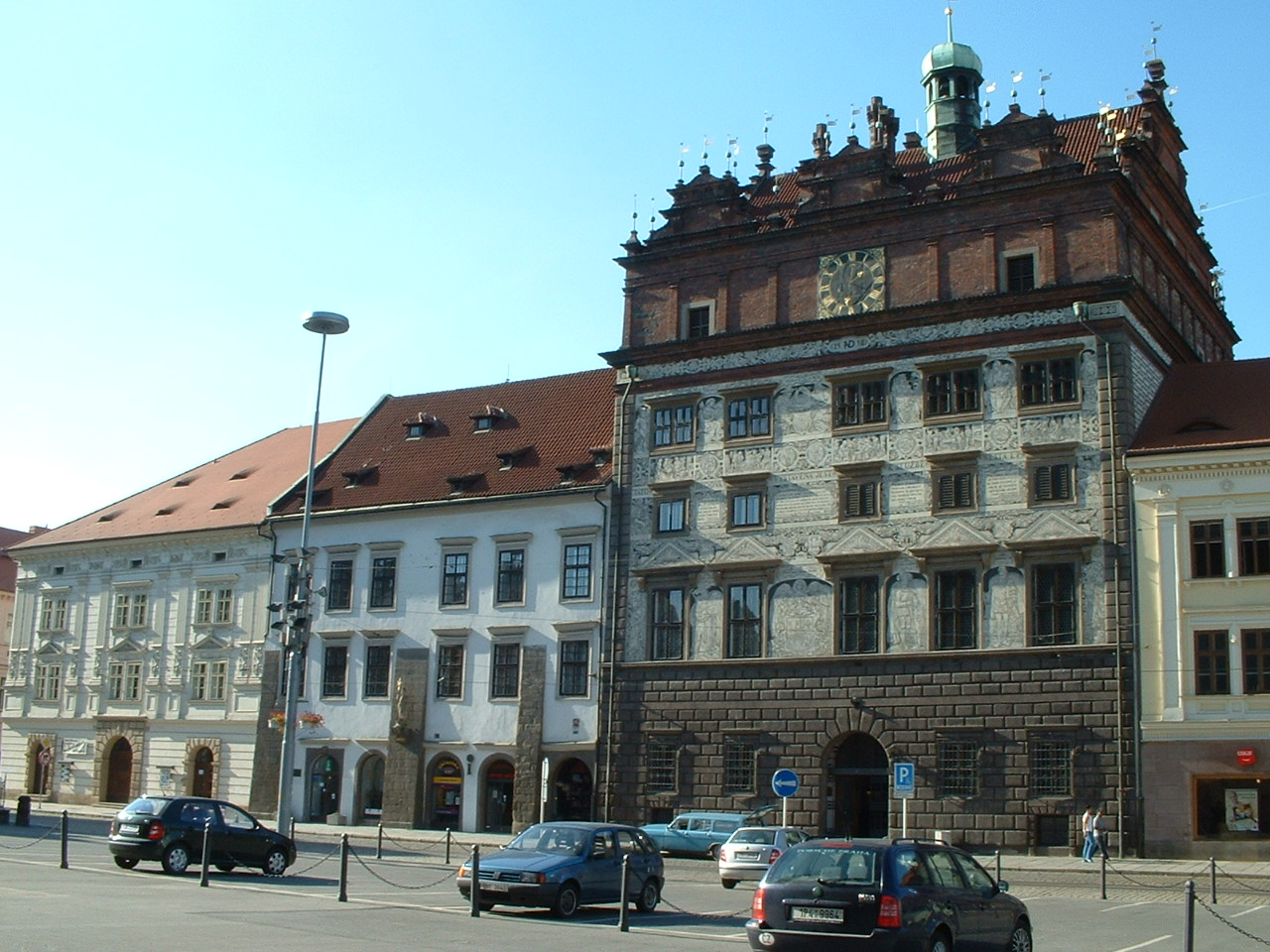
Het gemeentehuis van Pilsen. Het middelste van de drie gebouwen is het "Keizerlijk Huis" van Rudolf II.

In 1507 werd bij een grote brand bijna twee derde van de stad verwoest. In 1578 besloot de 'gemeenteraad' dat alleen katholieken nog stadsburger konden worden, een van de redenen waarom Pilsen nog steeds een katholiek bolwerk is.
Aan het einde van de 16e eeuw werd Praag geteisterd door een pestepidemie. Hierop besloot keizer Rudolf II tijdelijk Pilsen als zijn residentie te gebruiken, waardoor Pilsen in de jaren 1599 en 1600 hoofdstad van het keizerrijk was. Rudolf II besloot in Pilsen een zogenaamd "Keizerlijk Huis" (Císařský dům) te bouwen, maar na de voltooiing in 1606 heeft hij er nooit gebruik van gemaakt. Het fungeert als informatiecentrum van de gemeente.

### Dertigjarige Oorlog
De Dertigjarige Oorlog betekende voor Pilsen het begin van de armoede en reusachtige schulden. Na het uitbreken van de standenopstand in Bohemen in 1618 bleef de stad trouw aan de keizer. Op 21 november van dat jaar werd de stad na een korte belegering, de Slag van Pilsen, ingenomen door Ernst van Mansfeld. Tot april 1621 zou de stad bezet blijven. Albrecht von Wallenstein had in het jaar 1633 zijn winterverblijf in Pilsen. Op 25 februari 1634 werd hij vermoord in Eger. Pilsen werd zonder succes belegerd door het Zweedse Rijk in 1637 en 1648.

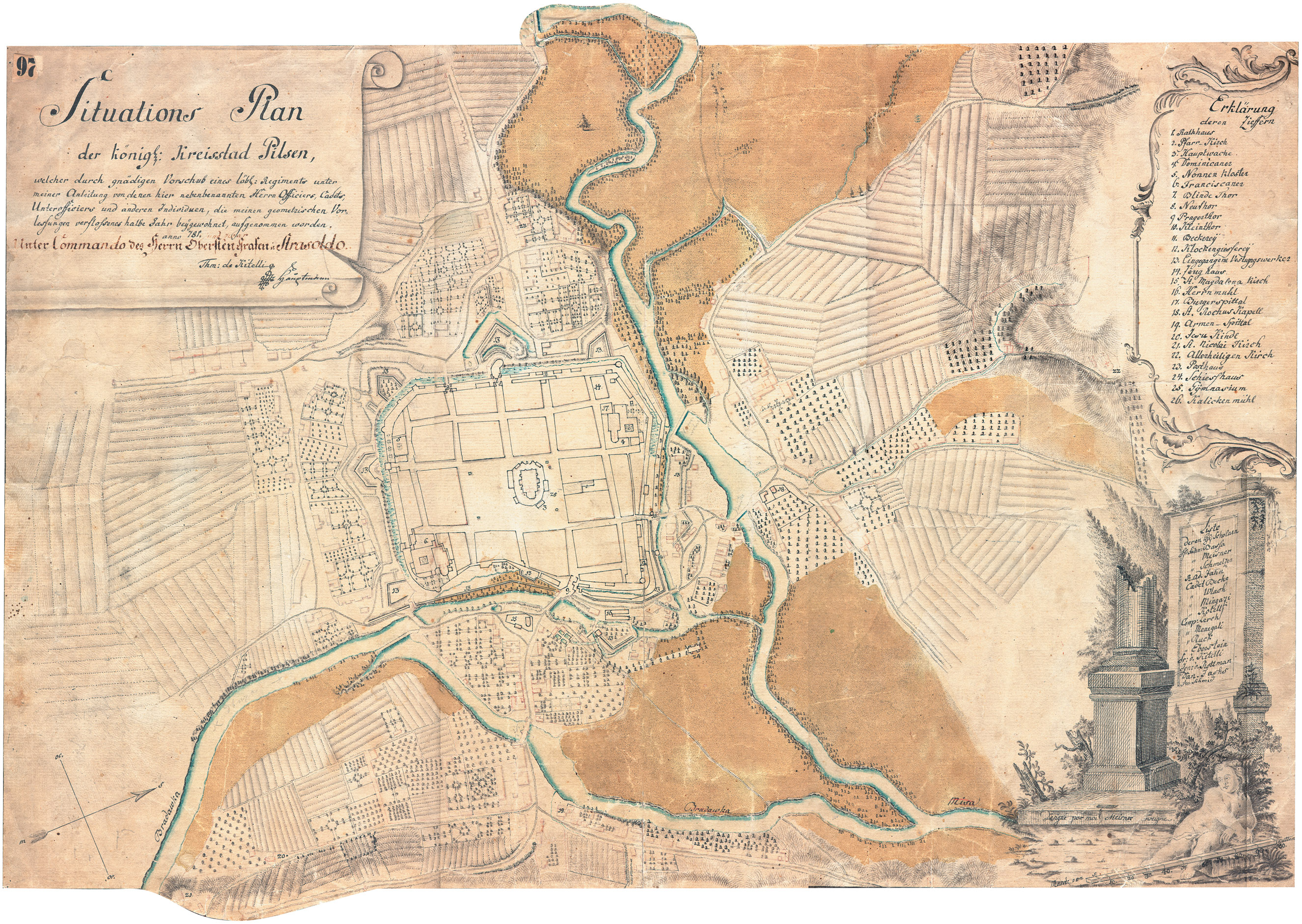
Kaart van de stad uit 1781.

Na de Dertigjarige Oorlog bleef er van de economie van de stad niets over: de voorsteden waren platgebrand, de bevolking was gehalveerd en een derde van de huizen in de binnenstad was verwoest. De wederopbouw van Pilsen duurde bijna een eeuw. Aan het einde van de 17e eeuw deed de barokstijl zijn intrede in de stad. Het herstel van de vooroorlogse economische betekenis van de stad liet echter lang op zich wachten. Pas aan het einde van de 18e eeuw kwam het inwoneraantal weer op het niveau van 1600, en tot in de 19e eeuw bleef Pilsen een provinciestad zonder grote betekenis.

### Moderne tijd
In de tweede helft van de 19e eeuw werd Pilsen opnieuw een grote en belangrijke stad. Nu is het na Praag de grootste stad van Bohemen. In het jaar 1869 zorgde de oprichting van de machinebouwfabriek Škoda voor een enorme economische heropleving. In 1899 reed de eerste trein langs de stad. Tijdens de Eerste Wereldoorlog ging Škoda zich steeds meer richten op de wapenindustrie. Op 25 mei 1917 vond er een zwaar ongeluk plaats in een munitiefabriek in het stadsdeel Bolevec: 300 mensen kwamen om het leven.
In 1924 breidde de stad zich uit met de gemeenten Doubravka, Doudlevce, Lobzy en Skvrňany. Pilsen had nu 108.023 inwoners. In 1941 reed de eerste trolleybus in de stad, waarna Pilsen in 1942 nog verder groeide: de gemeenten Bolevec, Bozkov, Bukovec, Cernice, Hradiste, Koterov, Radobycice en Ujezd werden bij de stad gevoegd. Gedurende de rest van de Tweede Wereldoorlog kwamen bij 11 bombardementen 976 mensen om het leven.
Aan het einde van de oorlog, op 5 mei 1945, ontstond er een spontane bevolkingsopstand tegen de Duitse bezetter. Een dag later werden Pilsen en de rest van West-Bohemen bevrijd door het Amerikaanse leger. In de jaren na de oorlog kreeg Pilsen twee universitaire faculteiten en een hogeschool voor machinebouw en elektrotechniek. In 1957 werd begonnen aan de bouw van nieuwbouwwijken: In 1957 Slovany, 1961 Doubravka, 1966 Bory, 1968 Slovany, 1974 Lochotín en 1989 Vinice. In 1976 bereikte Pilsen haar huidige grootte, toen de gemeenten Černice, Radobyčice, Koterov, Červený Hrádek, Křimice en Radčice met de stad werden gefuseerd.
In 1989 kreeg de binnenstad de status van beschermd stadsgezicht.

## Cultuur en toerisme
In 2015 was Pilsen samen met het Belgische Bergen de culturele hoofdstad van Europa. De stad telt verschillende bezienswaardigheden.

### Sint-Bartolomeüskathedraal

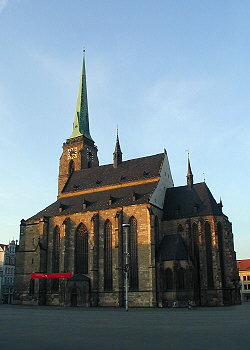
De St.Bartholomeüskathedraal

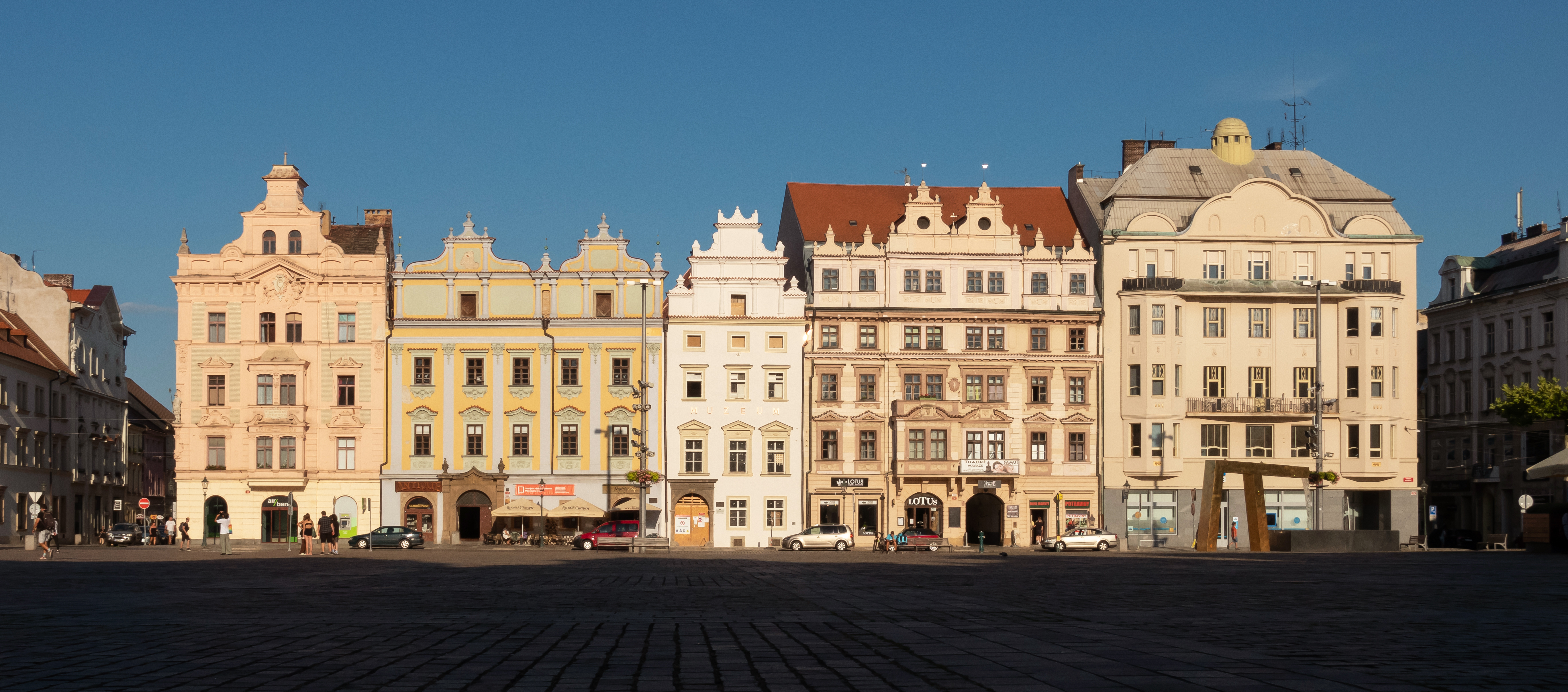
Centrale plein in Pilsen

De belangrijkste bezienswaardigheid in Pilsen is de Sint-Bartolomeüskathedraal. Deze aan Bartolomeüs gewijde kathedraal in gotische stijl staat aan het centrale plein in de stad. De bouw startte in het jaar 1295 en duurde meer dan twee eeuwen. De toren is met 102,30 meter de hoogste in Tsjechië. Bij helder weer is vanaf de toren het Bohemer Woud te zien, dat 70 kilometer verderop ligt.

### Theater

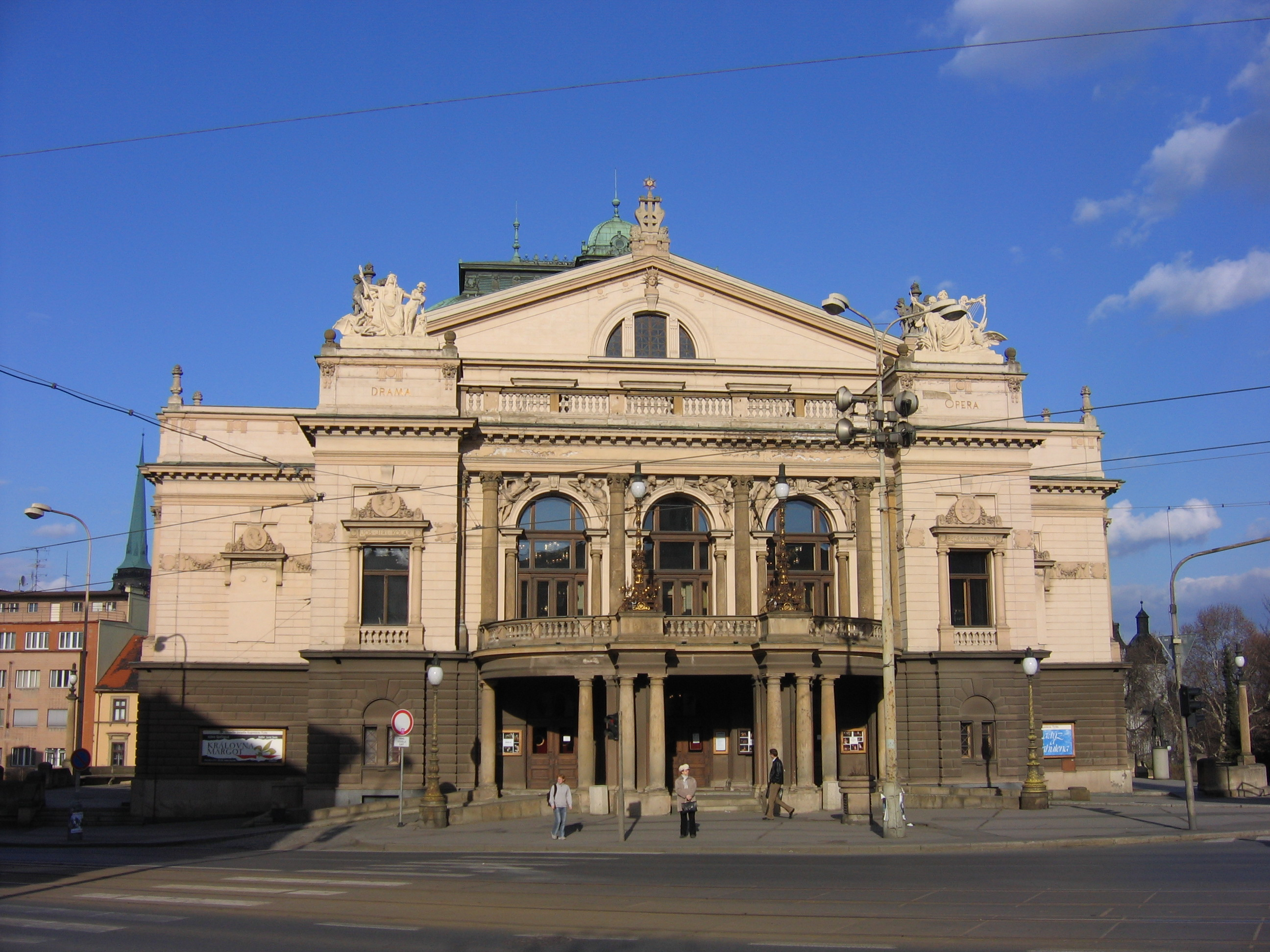
Het Josef-Kajetán-Tyl-Theater

Het eerste theater werd in Pilsen al in 1832 opgericht. In het jaar 1869 stichtten de Duitse burgers van de stad een Duits theater, het zogenaamde "Kleine Theater". In 1966 sloot dit theater zijn poorten en 11 jaar later werd het gebouw afgebroken. Het "Grote Theater" werd tussen 1899 en 1902 gebouwd in Neorenaissancestijl, naar ontwerp van de architect Balšánek. Dit theater heeft een eigen toneel-, opera-, ballet-, operette- en musicalgroep. Het theater heet tegenwoordig het Josef-Kajetán-Tyl-Theater, het is genoemd naar de Tsjechische toneelschrijver Josef Kajetán Tyl. Een ander theater in Pilsen is het "Alfatheater". Tussen 1930 en 1943 was in Pilsen het eerste professionele marionettentheater van Tsjechoslowakije gevestigd. Dit theater was eigendom van Josef Skupa, een bekend Tsjechisch poppenkastspeler. Na de Tweede Wereldoorlog vertrok het Spejbl en Hurvínek-theater van Skupa naar Praag, maar in 1966 werd in Pilsen weer een professioneel marionettentheater opgericht. Dit Alfatheater is sinds 1967 medeorganisator van het marionettentheaterfestival Skupova Plzeň.

### Musea
Pilsen telt een aantal grote musea, met als belangrijkste het Westboheemse Museum. Dit museum heeft tien afdelingen: over de restauratie, de middeleeuwen, de nieuwere geschiedenis, prehistorie, zoölogie, plantkunde, paleontologie, culturele antropologie, archeologie en kunst. Ook is er het Brouwerijmuseum, in 1959 opgericht als deel van het Westboheemse Museum, maar tegenwoordig eigendom van het biermerk Pilsner Urquell. Het museum laat de geschiedenis en de productie van bier zien. In de fabriek van het biermerk zijn rondleidingen mogelijk. Ook het Škoda-Museum is in Pilsen te vinden.

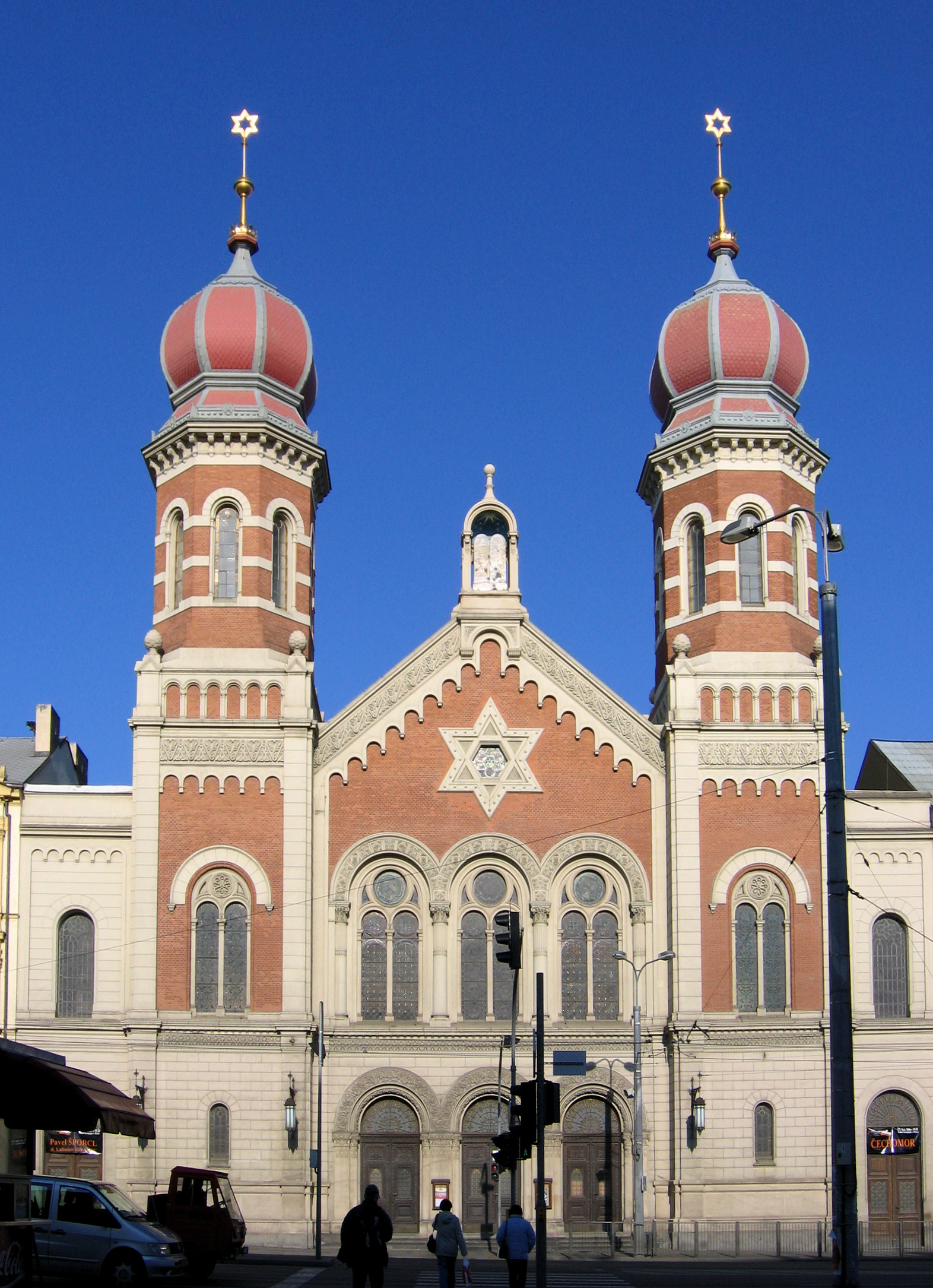
De Grote Synagoge

### Ondergronds gangenstelsel
Een andere bezienswaardigheid in de stad is het ondergrondse gangenstelsel onder de binnenstad. In de middeleeuwen werden opslagkelders gegraven door koopmannen. Deze kelders werden vanaf ongeveer 1970 met elkaar verbonden en dienen nu als systeem om het grondwater in de binnenstad op peil te houden. Een deel van het gangenstelsel is in de zomer voor bezoekers toegankelijk.

### Synagoge
Naast een grote kerk heeft Pilsen ook een synagoge. De Grote Synagoge (Velká Synagoga) is na die van Boedapest de grootste van Europa, en de op twee na grootste ter wereld. De in 1892 gebouwde synagoge staat aan de rand van de binnenstad. Naast de gebedsdiensten worden tegenwoordig ook geregeld concerten gehouden in de Grote Synagoge.

## Politiek

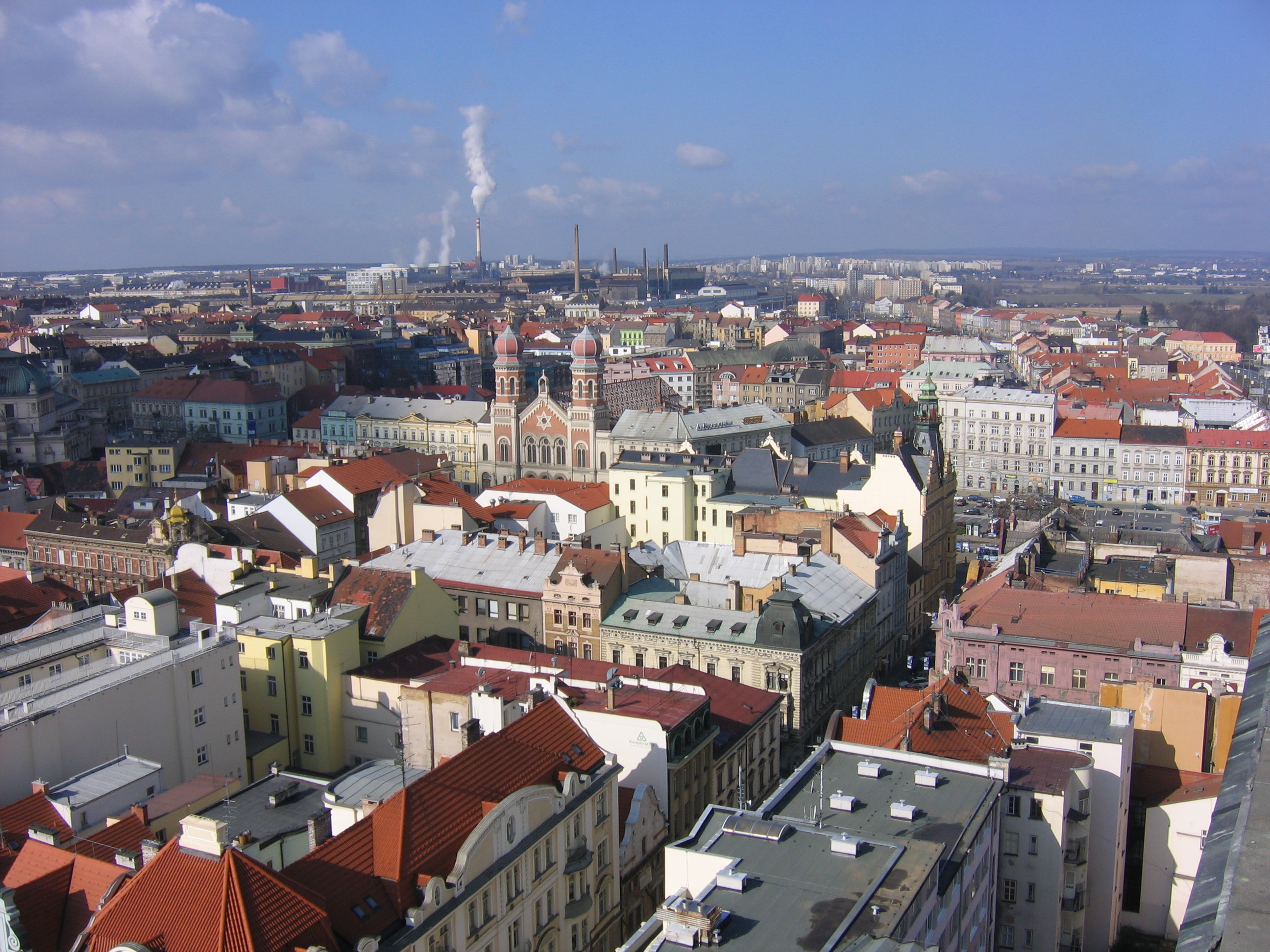
Uitzicht over de stad vanaf de St. Bartholomeüskathedraal

### Gemeenteraad
Sinds de gemeenteraadsverkiezingen van oktober 2006, met een opkomst van 37,06%, is de Democratische Burgerpartij (Občanská demokratická strana, ODS) de grootste partij in de gemeenteraad (zastupitelstvo statutárního města). Deze partij heeft 22 van de 47 zetels. Andere grote partijen in Pilsen zijn de Tsjechische Sociaaldemocratische Partij (Česká strana sociálně demokratická, ČSSD, 10 zetels) en de Communistische Partij van Bohemen en Moravië (Komunistická strana Čech a Moravy, KSČM, 6 zetels).

### Lijst van burgemeesters
Sinds 1990 heeft Pilsen 6 burgemeesters (primátor) gehad. Elk stadsdeel heeft daarnaast nog een eigen burgemeester (starosta).
| Burgemeester      | Partij | Van          | Tot             |
| ----------------- | ------ | ------------ | --------------- |
| Stanislav Loukota |        | 2 maart 1990 | 5 december 1990 |
| Zdeněk Mraček     | OF     | 1990         | 1994            |
| Zdeněk Prosek     | ODS    | 1994         | 1998            |
| Jiří Šneberger    | ODS    | 1998         | 2004            |
| Miroslav Kalous   | ODS    | 2004         | 2006            |
| Pavel Rödl        | ODS    | 2006         | 2010            |
| Martin Baxa       | ODS    | 2010         | heden           |

### Stedenbanden
Pilsen heeft stedenbanden met de volgende steden:
- Birmingham (Verenigde Staten)
- Limoges (Frankrijk)
- Luik (Belgie)
- Regensburg (Duitsland)
- Takasaki (Japan)
- Winterthur (Zwitserland)
- Hengelo (Overijssel) (Nederland)

## Klimaat
Het klimaat in Pilsen bestaat uit lange, droge zomers en een zeer droge winter met korte sneeuwperioden. De gemiddelde temperatuur is over een heel jaar gemeten 7,5 °C, met een gemiddelde neerslag van 527 millimeter per jaar. De hoogste temperatuur ooit gemeten in Pilsen was 40,1 °C in 1983, de laagste –28,0 °C in 1987. Jaarlijks is er 1400 à 1700 uur zonneschijn.
Zie het artikel Tsjechië voor meer algemene informatie over het Tsjechische klimaat.

## Bevolking
Na de stichting van de stad schommelde het aantal inwoners waarschijnlijk rond de 3.000. De Dertigjarige Oorlog zorgde voor een snelle terugval. In het midden van de 19e eeuw overschreed de bevolking de 10.000 inwoners. De daaropvolgende jaren groeide de stad snel en al in 1890 werd de grens van 50.000 inwoners bereikt. Het maximum was in het jaar 1991, toen 173.008 inwoners werden geteld. Sindsdien nam het inwoneraantal geleidelijk af tot 162.627 in 2006, wat het de vierde stad van Tsjechië maakt. De bevolkingsdichtheid in de stad is 1.181 inwoners per vierkante kilometer.
In 2003 was 71.1% van de inwoners van Pilsen tussen de 15 en 64 jaar oud, 15,6% was 65-plusser. Van de inwoners van Pilsen maken er (in 2001) 87.065 deel uit van de beroepsbevolking, waarvan 40.328 vrouwen. Verreweg het grootste deel van de werkende bevolking is actief in de industriesector, namelijk 29.239 personen. Ook de semioverheid (11.847) en de handelssector (10.514) zijn populaire beroepsgroepen.
| Jaar          | 2001    | 2002    | 2003    | 2004    | 2005    |
| ------------- | ------- | ------- | ------- | ------- | ------- |
| Inwoneraantal | 164 336 | 163 791 | 164 180 | 162 627 | 162 759 |

## Onderwijs
Naast onder andere 29 basisscholen en vijf gymnasia heeft Pilsen nog twee universiteiten: de faculteit Geneeskunde van de Karelsuniversiteit Praag is in de stad gevestigd, en sinds 1991 ook de Westboheemse Universiteit.

## Economie

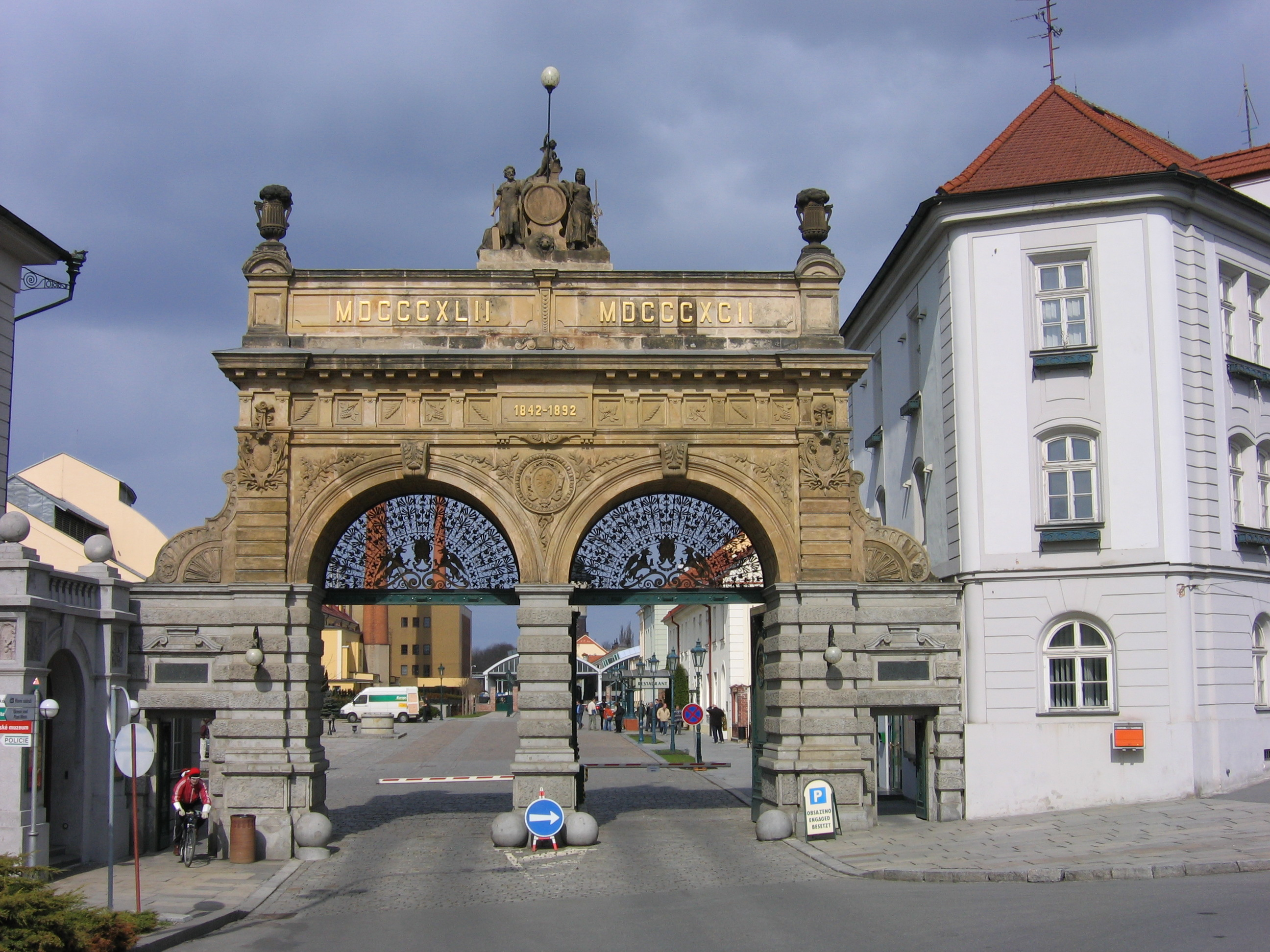
Poort naar de bierbrouwerij in Pilsen

Ongeveer twee derde van het BBP van de regio Pilsen wordt voortgebracht in de stad Pilsen, hoewel slechts 29,8% van de inwoners van de regio in de stad woont. De werkloosheid in de stad bedroeg in 2004 zo'n 6,9%. Belangrijk voor de economie waren altijd de twee traditionele ondernemingen: Škoda en de bierbrouwerijen.
Škoda is in de geschiedenis van Pilsen sinds 1859, toen het werd opgericht, erg belangrijk geweest. Het bedrijf verschafte veel mensen werk en is nog steeds de grootste werkgever van de stad. In Pilsen worden geen auto's geproduceerd, maar wel trams en trolleybussen. De automobielfabriek van Škoda ligt in de stad Mladá Boleslav.
Vanwege de zeer slechte bierkwaliteit in Pilsen besloten de burgers van Pilsen die bier mochten brouwen tot de bouw van een nieuwe brouwerij. In 1842 benoemden zij de Beierse Josef Groll tot de eerste brouwmeester, die nu als bedenker van het pilsener bier wordt beschouwd. Aan het einde van de 19e eeuw had de brouwerij al 600 medewerkers. In het jaar 1898 werd de naam Pilsner Urquell bedacht, de naam die het biermerk uit Pilsen tegenwoordig nog steeds heeft. Na de Tweede Wereldoorlog werd de bierbrouwerij eigendom van de Tsjechoslowaakse staat, maar sinds 1992 is het weer een privébedrijf. In 1999 ging de brouwerij op in South African Breweries, dat op zijn beurt in 2002 opging in het concern SABMiller, dat op zijn beurt in 2015 dan weer opging in het concern AB InBev.
Nog steeds bevinden zich aan de ene kant van de stad de Pilsner Urquellfabrieken, en aan de andere kant de fabrieksterreinen van Škoda.

## Verkeer

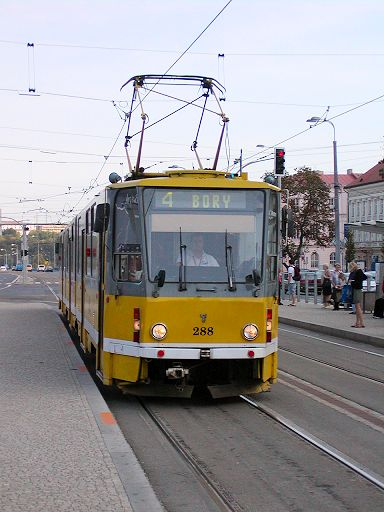
Een tram in Pilsen

In Pilsen bestaat het openbaar vervoer uit trams, bussen en trolleybussen. Op 29 juni 1899 werd de eerste tramlijn in gebruik genomen. Tegenwoordig zijn er drie lijnen.

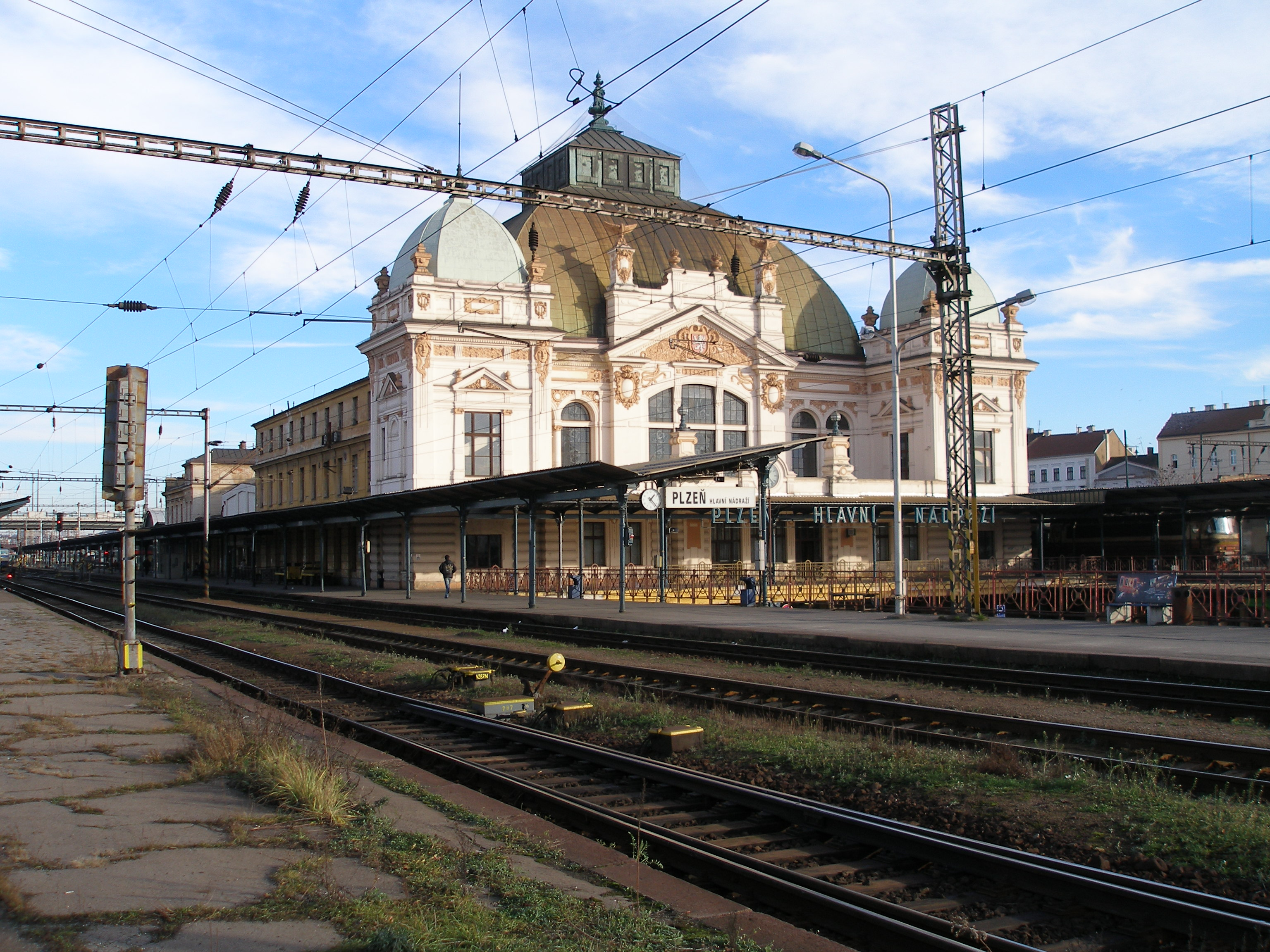
Het hoofdstation van Pilsen

- Lijn 1 (Bolevec – Centrum – Slovany)
- Lijn 2 (Skvrňany – Centrum – Světovar)
- Lijn 4 (Košutka – Centrum – Bory)

Bussen rijden er al rond sinds 1922, die zorgden voor de verbinding van de buitenwijken met elkaar en met het centrum. Op dit moment zijn er 22 buslijnen actief. Sinds 1945 worden ook trolleybussen gebruikt in Pilsen. Er zijn zes trolleybuslijnen in gebruik in de stad, de lijnen 10, 11, 12, 13, 14 en 16.
Het treinverkeer in Tsjechië wordt verzorgd door de České dráhy (ČD). Het hoofdstation van Pilsen, Station Plzeň hlavní nádraží, is een spoorwegknooppunt. Vanuit Pilsen kan men in zes richtingen met de trein reizen:
- Lijn 160 naar het noorden: Pilsen – Žatec
- Lijn 170 naar het oosten: Pilsen – Rokycany – Beroun (verder naar Praag)
- Lijn 170 naar het westen: Pilsen – Mariënbad – Cheb (verder naar Neurenberg)
- Lijn 180 naar het zuidwesten: Pilsen – Domažlice (verder naar Regensburg, München)
- Lijn 183 naar het zuiden: Pilsen – Klatovy
- Lijn 190 naar het zuidoosten: Pilsen – České Budějovice (verder naar Linz)

Er loopt één snelweg langs Pilsen, de D5 van Praag naar de Duitse grens (richting Neurenberg). De Europese wegen E50 en E49 lopen langs de stad en de E53 start in Pilsen.
Pilsen heeft geen eigen luchthaven; voor de burgerluchtvaart is de stad aangewezen op de Luchthaven Ruzyně bij Praag.

## Religie
Sinds 1993 is Pilsen de zetel van een rooms-katholiek bisdom.

## Sport
In Pilsen is een voetbalclub gevestigd die in de hoogste Tsjechische divisie, de Fortuna liga, voetbalt: FC Viktoria Pilsen. Nadat de club enkele keren op en neer ging tussen de eerste klasse en de tweede klasse (Druhá liga), gaat het tegenwoordig beter met de club. In 2011 werd zelfs een eerste landstitel behaald, waarna in 2013 de tweede volgde. Het stadion van de club, het Stadion města Plzně, heeft een capaciteit van 7.842 toeschouwers.
Sinds het seizoen 1993-1994 is er ook in de hoogste Tsjechische ijshockeycompetitie een club uit Pilsen actief, HC Škoda Pilsen. Deze club werd in 1929 opgericht als onderdeel van de sportclub SK Viktoria Plzeň, waar ook de voetbalclub onderdeel van was. Na 1948 heeft de club vele verschillende namen gehad, waaronder de huidige naam sinds 2003. Het stadion van de Pilsener ijshockeyclub, de ČEZ Aréna, heeft een grotere capaciteit dan die van de voetbalclub. Het ijshockeystadion biedt plaats aan 8.211 toeschouwers.

## Personen

### Geboren in Pilsen
- Viktorín Ignác Brixi (1716-1803), componist, pianist en organist
- Emil Škoda (1839-1900), oprichter van Škoda
- Josef Beran (1888-1969), aartsbisschop van Praag
- Gertrud Fussenegger (1912-2009), schrijfster
- Karel Gott (1939-2019), schlagerzanger
- Peter Grünberg (1939), Duits natuurkundige en Nobelprijswinnaar (2007)
- Vítězslav Lavička (1963), voetbaltrainer
- Jan Řehula (1975), triatleet
- Lenka Radová (1979), triatlete
- Jarda Šimr (1979), voetballer
- Petr Čech (1982), voetbalkeeper
- David Limberský (1983), voetballer
- Přemysl Švarc (1985), triatleet
- Martin Jakš (1986), langlaufer
- Pavel Čmovš (1990), voetballer
- Lukáš Provod (1996), voetballer
- Petr Kelemen (2000), wielrenner
- Kristýna Burlová (2002), wielrenster

### Verbonden met Pilsen
- Wenceslaus II (1271–1305), koning van Bohemen, stichter van Pilsen.
- Jan Žižka (1370-1424), leider der Hussieten, had Pilsen als basis 1419-1420.
- Rudolf II (1552-1612), keizer van het Heilige Roomse Rijk, had Pilsen als residentie 1599-1600.
- Ernst van Mansfeld (1580-1626), generaal, bezetter van Pilsen 1618-1621.
- Josef Kajetán Tyl (1808-1856), toneelschrijver, stierf in Pilsen.
- Bedřich Smetana (1824-1884), componist, studeerde in Pilsen.
- Josef Skupa (1892-1957), poppenkastspeler, richtte marionettentheater in Pilsen op.